# Пурнач
Пу́рнач — река в Мурманской области России, протекает по территории Ловозерского района на востоке Кольского полуострова. Впадает в реку Поной на 77 км от её устья по правому берегу. Длина реки — 137 км, площадь водосборного бассейна — 1600 км².
Питание в основном снеговое.

## Течение
Исток реки расположен на выходе из озера Пурнач Малый, в верхнем течении протекает через одноимённое озеро. Порожиста. Крупнейший приток Вилмуай. В нижнем течении протекает по узкому каньону. Населённых пунктов на реке нет, ранее на реке существовало лопарское поселение Пурнацкий погост.

## Данные водного реестра
По данным государственного водного реестра России относится к Баренцево-Беломорскому бассейновому округу, водохозяйственный участок реки — река Поной. Речной бассейн реки — бассейны рек Кольского полуострова и Карелии, впадает в Белое море.